# حزب العمال الموحد
مبم (بالعبرية: מפ"ם) (اختصارًا لـ حزب العمال المتحد מפלגת הפועלים המאוחדת) هو حزب إسرائيلي اشتراكي صهيوني تأسس في يناير 1948 كاتحاد بين " حزب العمال هاشومير هاتزاير" و "الحركة من أجل وحدة اتحاد عمال صهيون". حافظ الحزب على علاقة وثيقة مع حركة شباب هاشومير هتسعير وحركة الكيبوتس الوطنية. مئير يعاري ويعقوب حزان كانا قادة الحزب ومساره في معظم سنواته.
في النصف الأول من الخمسينيات من القرن الماضي، واصل حزب مبم التوجه المؤيد للاتحاد السوفيتي كالحزب الام له وحتى عام 1955 كان حزب المعارضة لحكومة مباي. في عام 1969 انشأ مباي وحزب العمل مجموعة برلمانية مشتركة تسمى همعراخ (المصفوفة)، وفي عام 1992 انضم مبم إلى اُركُض (رتس) وتَغيير (شينوي) كجزء من قائمة ميرتس. منذ عام 1997، أصبح حزب ميرتس حزبًا موحدًا، ولم يعد مبم موجود كحزب مستقل؛ بعد ان كان في البرلمان لحوالي 48 عامًا كحزب في 14 دورة مختلفة.